# 恋と呼ぶには気持ち悪い
『恋と呼ぶには気持ち悪い』（こいとよぶにはきもちわるい）は、もぐすによる日本の漫画作品。略称は「恋きも」。イラスト投稿サイト「pixiv」にて2015年1月25日から10月17日まで連載された。pixiv累計閲覧数が350万を超え、かつ「pixivマンガ」ベストセレクション掲載作としての人気を受けて2016年2月に一迅社から書籍化され、同年6月3日からpixivと一迅社の共同ウェブコミック配信サイト「comic POOL」にて連載開始、2021年4月2日まで連載された。2021年3月時点で電子版を含めた累計発行部数は120万部を突破している。

## あらすじ
イケメンのエリートサラリーマンで女癖の悪い天草亮は、ある日、駅の階段から落ちかけたところを見知らぬ女子高生に助けられる。その日、亮が帰宅すると、妹の親友が遊びに来ていた。それは亮を助けてくれた女子高生・有馬一花であった。お礼にとキスやデートなど、何でもしてあげるよという亮に、一花は「気持ち悪い。助けてもらったお礼が自分って何考えてるんですか？」と罵倒する。今まで女性に言い寄られるばかりで自分から告白したことがない亮は、彼女の反応に衝撃を受け、その瞬間、彼女に熱烈に恋をする。それ以来、亮は一花の気持ちにお構いなく一方的にストレート過ぎるアプローチを続け、一花はひたすら気持ち悪がり「クズ」「変態」「ストーカー」などと容赦なく罵倒する日々が繰り返される。

## 登場人物
声の項に示す声優は、ドラマCD版 / テレビアニメ版の順に記載。
有馬 一花（ありま いちか）
声 - 阿澄佳奈 / 小坂井祐莉絵
本作の主人公。17歳。女子高生。美術部員。学力は普通ぐらいだが理系は苦手。アニメおたくでアニメ『フォアワード・ワールド』のキャラクター「トウホウ」のファン。亮に一方的に想われていることを迷惑がり、その告白に対し罵倒しつつも、知らず知らず惹かれていくようになる。最終話で亮のことが好きだと伝え、両想いとなる。進路に悩んでいたが、亮のアドバイスを受け学芸員を目指すことになる。
天草 亮（あまくさ りょう）
声 - 斉藤壮馬 / 豊永利行
本作のもう一人の主人公。一花の親友・理緒の兄。27歳。一流企業の課長代理（最終話では課長に昇進している）。一花に熱烈かつ一方的に片想いしている。イケメンで頭も良く手先も器用だが、女関係は最悪で、理緒いわく「自分から告ったことがない」「女はガムみたいなものだと思っている」（「味わって噛んでは捨て」を繰り返すという意味）。ただし、一花に片想いするようになってからは、他の女関係はない。
天草 理緒（あまくさ りお）
声 - 山本希望 / 長谷川玲奈
亮の妹。一花のクラスメイトで親友。テニス部員。美人・学業優秀・スポーツ万能で男女ともに人気があるが、クールな性格と辛辣な物言いから、高圧的な態度に出られることを恐れる者が多い。力士が好き。はっきり口にはしないが、亮の恋を応援している。弁護士志望のため、法学部のある大学を目指している。
益田（ますだ）
声 - なし / 木村良平
亮の中学・高校時代からの友人。フリーカメラマン。普段は軽薄な言動が多いが、意外に真面目。亮が女子高生に片想いしていることを面白がりながらも応援している。
歌とバドミントンがとても上手い。
多丸 快（たまる かい）
声 - 島﨑信長 / 榎木淳弥
一花のクラスメイト。文芸部員。一花に片想いしていて、告白したが断られた。『フォアワード・ワールド』の原作小説を全巻持っている。口数は少ないが、イケメンでかっこいいと言っている女子が結構いる。
中学時代はサッカー部に所属していた。3歳違いの妹がいる。
松島 有枝（まつしま ありえ）
声 - 早見沙織 / 花澤香菜
亮と同じ会社に勤務しているOL。亮と同期だが部署は異なる。友人から「アリエッティ」と呼ばれている。『フォアワード・ワールド』のキャラクター「トウホウ」のファンだが、会社では秘密にしている。そのことを亮に知られて馬鹿にされると思っていたところ、意外にも理解を示されたことがきっかけで片想いするようになる。亮に告白したが断られた。
学生時代はバレーボール部に所属していた。おたくの姉とスポーツマンの弟がいる。

## 書誌情報
- もぐす 『恋と呼ぶには気持ち悪い』 一迅社、全8巻
  1. 2016年2月2日発売[3]、ISBN 978-4-7580-1483-0
  2. 2016年11月17日発売[3]、ISBN 978-4-7580-1531-8
  3. 2017年7月4日発売[3]、ISBN 978-4-7580-1559-2
  4. 2018年1月19日発売[3]、ISBN 978-4-7580-1584-4 / ISBN 978-4758015851（ドラマCD付き特装版）
  5. 2018年7月17日[3]、ISBN 978-4-7580-1609-4
  6. 2019年2月14日発売[3]、ISBN 978-4-7580-1629-2
  7. 2020年1月24日発売[3]、ISBN 978-4-7580-1680-3
  8. 2021年3月25日発売[3]、ISBN 978-4-7580-1714-5
- もぐす 『恋と呼ぶには気持ち悪い もぐす画集 Une Fleur』 一迅社、2021年3月25日発売[6]、ISBN 978-4-7580-1715-2

## テレビアニメ
2020年1月にテレビアニメ化が発表された。2021年4月から6月までAT-Xほかにて放送された。

### スタッフ
- 原作 - もぐす[15]
- 製作総指揮 - 夏目公一朗[15]
- 監督 - 中山奈緒美[15]
- 助監督 - 山田卓[15]
- シリーズ構成 - 柿原優子[15]
- キャラクターデザイン - 藤田まり子[15]
- 総作画監督 - 藤田まり子、佐藤義久
- 美術設定 - 陳場大輔、植田秀蔵、丸山智宏
- プロップデザイン - 岡野力也、森木靖泰
- 美術監督 - 三宅昌和[15]
- 色彩設計 - 児玉尚子[15]
- 撮影監督 - 松井伸哉[15]
- 編集 - 渡邉千波[15]
- 音楽 - 堤博明[15]
- 音響監督 - 小泉紀介[15]
- 音響制作 - ソニルード、ブルームズ[15]
- プロデューサー - 林信仁、川名悠太、梶原剛、福倉竜馬、宮田芳史、内林大道、本木円、小田学、田邉太一、白井有希子、大森慎司、成田拓也
- プロデュース - 斎藤俊輔[15]
- アニメーションプロデューサー - 衣川徹[15]
- アニメーション制作 - ノーマッド（※OPのみ社名ロゴによるクレジット表記）[15]
- 製作 - 恋きも製作委員会[15]（アミューズメントメディア総合学院、AMGエンタテインメント、未来工場、メディアネット ピクチャーズ、一迅社、クリスマスホーリー、北海道文化放送、宮崎放送、オフィスノーブ、シーワン、鐘通インベストメント、BSフジ、東洋レコーディング、ティーエス、BloomZ）

### 主題歌
「モノクロシティ」
ACE COLLECTIONによるオープニングテーマ。作詞・作曲はたつや◎、編曲はACE COLLECTION。
「リナリア」
まるりとりゅうがによるエンディングテーマ。作詞・作曲はRyuga、編曲は吹野クワガタ。

### 各話リスト
| 話数   | サブタイトル       | 脚本     | 絵コンテ            | 演出                                | 作画監督 | 初放送日      |
| ------ | ------------------ | -------- | ------------------- | ----------------------------------- | --- | ------------- |
| 第1話  | 悪い人では         | 柿原優子 | 中山奈緒美          | 山田卓                              | 藤田まり子 佐藤義久                                                                                              | 2021年 4月5日 |
| 第2話  | 香水の匂い         | 柿原優子 | 川村賢一            | 矢野孝典 鈴木琢磨                   | Park Changhwan                                                                                                   | 4月12日       |
| 第3話  | からかってるんじゃ | 柿原優子 | 中山奈緒美 山田卓   | 小野田雄亮                          | 河西睦月 | 4月19日       |
| 第4話  | 聖なる夜に         | 柿原優子 | 松尾衡              | 西島圭祐                            | 飯飼一幸 南伸一郎 小林明美 福島豊明 睦田聡志 古川博之 櫻井拓郎 藤田まり子 佐藤義久                               | 4月26日       |
| 第5話  | 聖地巡礼           | 柿原優子 | 山田卓              | 山田卓                              | 古賀誠 岡野力也 佐藤義久 島袋智和 長嶋凌                                                                         | 5月3日        |
| 第6話  | 片思いって         | 柿原優子 | 佐藤光              | 永居慎平 渦巻鳴門 國本一穂 高山秀樹 | 佐藤義久 永居慎平 杉山直輝 島袋智和 森悦史 高田小知代 飯飼一幸 服部益実 渡辺一平太 中川実 谷口繁則 早川元基 tofu | 5月10日       |
| 第7話  | 推しへの愛         | 柿原優子 | 中山奈緒美 川村賢一 | 矢野孝典 鈴木琢磨                   | 古賀誠 Kim Myeongsim 高田小知代 輿石暁 小林明美 松下純子 森悦史                                                  | 5月17日       |
| 第8話  | 好きな人は         | 柿原優子 | 角地拓大            | 永居慎平                            | 岡野力也 佐藤義久 山田雄一郎 小林明美                                                                            | 5月24日       |
| 第9話  | 自分の答え         | 池田ゆき | 川村賢一            | 小野田雄亮                          | 河西睦月 Min Hyun Sook Kang Dong Ha Jeon Jong Min                                                                | 5月31日       |
| 第10話 | 傷つく覚悟         | 池田ゆき | 渦巻鳴門            | 渦巻鳴門                            | 古賀誠 Jeong Jinyeong 輿石暁 松下純子 佐藤裕子 高田小知代 島袋智和                                               | 6月7日        |
| 第11話 | 高校生             | 柿原優子 | 山田卓              | 寺丘臨                              | 長嶋凌 平田かほる NAMU ANIMATION Kim Giyeop Joe Eungyeong Lim Sugyeong                                           | 6月14日       |
| 第12話 | 気持ち悪い         | 柿原優子 | 中山奈緒美 渦巻鳴門 | 山田卓 小野田雄亮 中山奈緒美        | 藤田まり子 古賀誠 佐藤義久 Kim Jongbeom                                                                          | 6月21日       |

### 放送局
| 放送期間                | 放送時間                     | 放送局         | 対象地域 | 備考                                        |
| ----------------------- | ---------------------------- | -------------- | -------- | ------------------------------------------- |
| 2021年4月5日 - 6月21日  | 月曜 22:00 - 22:30           | AT-X           | 日本全域 | CS放送 / 字幕放送 / リピート放送あり        |
|                         | 月曜 23:00 - 23:30           | TOKYO MX       | 東京都   |                                             |
| 2021年4月6日 - 6月22日  | 火曜 0:30 - 1:00（月曜深夜） | 群馬テレビ     | 群馬県   |                                             |
|                         |                              | サンテレビ     | 兵庫県   |                                             |
| 2021年4月9日 - 6月25日  | 金曜 0:30 - 1:00（木曜深夜） | BSフジ         | 日本全域 | 製作参加 / BS/BS4K放送 / 『アニメギルド』枠 |
|                         | 金曜 1:20 - 1:50（木曜深夜） | 北海道文化放送 | 北海道   | 製作参加 / 初回は1:35 - 2:05に放送          |
|                         | 金曜 23:00 - 23:30           | とちぎテレビ   | 栃木県   |                                             |
| 2021年4月11日 - 6月27日 | 日曜 1:28 - 1:58（土曜深夜） | 宮崎放送       | 宮崎県   | 製作参加 / 初回は1:45 - 2:15に放送          |
| 2021年4月17日 - 7月3日  | 土曜 1:56 - 2:26（金曜深夜） | 青森放送       | 青森県   |                                             |
| 2021年6月18日 - 9月3日  | 金曜 1:00 - 1:30（木曜深夜） | テレビ長崎     | 長崎県   |                                             |

インターネットでは、2021年3月29日よりAmazonプライム・ビデオにて毎週月曜21時45分に独占先行配信。

### BD
| 巻 | 発売日        | 収録話         | 規格品番  |
| -- | ------------- | -------------- | --------- |
| 1  | 2021年8月4日  | 第1話 - 第4話  | HPXR-1117 |
| 2  | 2021年9月3日  | 第5話 - 第8話  | HPXR-1118 |
| 3  | 2021年10月6日 | 第9話 - 第12話 | HPXR-1119 |

## 舞台
2024年4月26日から5月5日までヒューリックホール東京にて、同年5月10日から12日までCOOL JAPAN PARK OSAKA TTホールにて上演された。

### スタッフ（舞台）
- 脚本・演出：伊勢直弘

### キャスト（舞台）
- 有馬一花：柴田柚菜（乃木坂46）
- 天草理緒：龍本弥生（NMB48）
- 益田：千葉瑞己
- 多丸快：長江崚行
- 松島有枝：小見川千明
- 有馬百合子：八城まゆ
- 瑠璃：瑚々
- 五月：泉澄
- 小竹：根本流風
- 斎藤：片山しおり
- 花岡：尾崎明日香
- 天草亮：内博貴
- アンサンブル：小見山素朴、山本吾郎